# Gaetano Ballardini

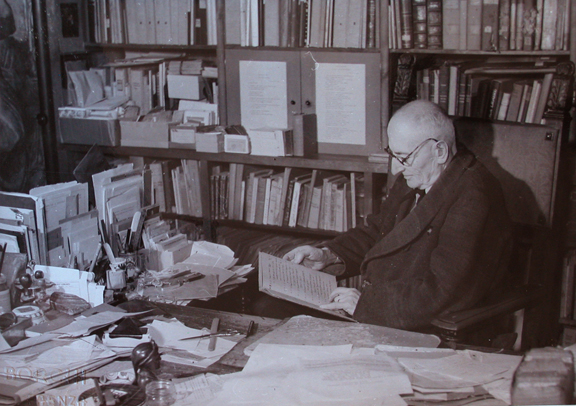
Gaetano Ballardini

Gaetano Ballardini (geboren am 1. Oktober 1878 in Faenza; gestorben am 26. Mai 1953 ebenda) war ein italienischer Archivar Jurist und Kunsthistoriker. Sein Spezialgebiet war die Geschichte der Keramik.

## Leben
Ballardini studierte zunächst Jura, machte in Ravenna einen Abschluss als Buchhalter und arbeitete dann im Archiv von Faenza. Hier beschäftigte er sich intensiv mit der Lokalgeschichte seiner Heimatstadt. Später trat er in die Stadtverwaltung von Faenza ein. Im Jahr 1908 gründete er das Internationales Keramikmuseum italienisch Museo Internazionale delle Ceramiche in Faenza. Er war in den Jahren 1904 bis 1906 an der Organisation mehrerer Ausstellungen beteiligt. Im Gründungsjahr des Museums war dies eine Ausstellung anlässlich des 300. Geburtstags des Mathematikers und Physikers Evangelista Torricelli. Das Museum wurde so konzipiert, dass es neben nationalen und internationalen auch Bereiche für Retrospektiven und zeitgenössische Abteilungen abdeckt. 1913 gründete er die Zeitschrift Faenza, die sich mit der Geschichte und technischen Studien zur Keramikkunst beschäftigt. Für diese verfasste er zahlreiche Beiträge zur Geschichte und zur künstlerischen Bedeutung der italienischen Majolika. Die Zeitschrift Faenza erschien vierteljährlich und enthielt Studien zur Keramik, die sich insbesondere mit den italienischen Majoliken und Fayencen des islamisch-iberischen Kulturkreises und ihrer Verbreitung bis nach Mexiko beschäftigte. Zudem verfasste er als Mitarbeiter Beiträge für den Almanacco Italiano.
Ballardini gründete 1916 auch eine Abendschule, die 1920 in eine staatliche Schule mit regelmäßigen Tageskursen zur Ausbildung von Künstlern und Technikern der Keramikkunst und 1938 in ein Kunstinstitut umgewandelt wurde. Sowohl die Schule als auch die Zeitschrift leitete er bis zu seinem Tod.
Von 1920 bis 1927 war er als Gemeindesekretär von Faenza tätig (italienisch segretario generale del Comune) und rief 1928 die Sommerkurse in Geschichte und Technik der Keramik für Ausländer und Italiener ins Leben. Der Unterricht wurde mit dem Beginn des Zweiten Weltkriegs unterbrochen. Durch den Krieg wurden das Museumsgebäude und ein großer Teil der Sammlungen, die Bibliothek und die Keramikfotothek fast gänzlich zerstört. Ballardini widmete sich gemeinsam mit dem Bildhauer und Keramiker Angelo Bianchini (24. April 1911 – 3. Januar 1988) dem Wiederaufbau des Museumsgebäudes und der Neuordnung der Sammlungen. Das Museum wurde mit dem weniger beschädigten Kunstinstitut vereinigt.
Ballardini war Direktor der keramischen Fachschule in Faenza und (italienisch Ispettore onorario dei monumenti e scavi in Faenza ‚Ehrenamtlicher Inspektor für Denkmäler und Ausgrabungen in Faenza‘).

## Familie
Ballardini war verheiratet und hatte mindestens eine Tochter:
- Doda Ballardini (1909–1980) ⚭ 14. September 1927 mit Manlio Fabroni. Sie arbeitete als Assistentin und Korrektorin für ihren Vater und teilte seine Begeisterung für Kunst und Keramik. Sie verfasste zahlreiche Artikel für die Zeitschriften La Ceramica und La Rinascita und kunsthistorische Beiträge.[5]

## Schriften (Auswahl)
Ballardini verfasste zahlreiche Schriften, darunter auch biografische und kunsthistorische Artikel für Lexika, wobei sein Fokus auf der Keramikkunst und der Majolikamalerei lag.
- Inventario critico e bibliografico dei codici e delle pergamene dell’archivio del comune di Faenza. Mit einer Einführung von Antonio Messeri. G. Montanari, Faenza 1905.
- Sulla «Convenzione faentina» del 1598 – Nuovi documenti inediti faentini. In: Archivio storico italiano. Band 38, 1906, S. 339–424 (Textarchiv – Internet Archive).
- Alfonso Cavina, priore di Faenza: 1800. Per le fauste nozze Carlo Cavina-Elena Zauli Naldi, 19 febbraio 1906. Tipografia Novelli e Castellani, Faenza 1906.
- Note di critica ceramica. Faenza 1913–1936 (Serie 17: archive.org).
- Dolci, Agnese. In: Ulrich Thieme (Hrsg.): Allgemeines Lexikon der Bildenden Künstler von der Antike bis zur Gegenwart. Begründet von Ulrich Thieme und Felix Becker. Band 9: Delaulne–Dubois. E. A. Seemann, Leipzig 1913, S. 384–385 (Textarchiv – Internet Archive).
- Di un vaso arabo-iberico del tipo dell’Alhambra. In: Faenza. 11, 1923, S. 3–8.
- Corpus della Maiolica Italiana
  - Band 1: Le maioliche datate fino al 1530. Libreria dello Stato, Rom 1930.
  - Band 2: Le maioliche datate dal 1531–1535. Libreria dello Stato, Rom 1938.
- Giorgio da Gubbio detto Mastro Giorgio. In: Enciclopedia Italiana di scienze, lettere ed arti. Band 17: Giap–Gs. Istituto della Enciclopedia Italiana, Rom 1933 (treccani.it).
- Le maioliche della collezione Ducrot. Edizioni d'Arte Emilio Bestetti, Mailand 1934.
- La Maiolica italiana, dalle origini alla fine del cinquecento. Nemi, Florenz 1938.
- L’eredità ceramistica dell'antico mondo romano. Lineamenti di una ”storia civile” della ceramica romana. Istituto poligrafico dello Stato, Libreria dello Stato, Rom 1964.